# Euchirograpsus americanus
Euchirograpsus americanus är en kräftdjursart som beskrevs av Alphonse Milne-Edwards 1880. Euchirograpsus americanus ingår i släktet Euchirograpsus och familjen Plagusiidae. Inga underarter finns listade i Catalogue of Life.